# ناتانیل دنس-هلند
ناتانیل دنس-هلند (انگلیسی: Nathaniel Dance-Holland; ۸ مهٔ ۱۷۳۵ – ۱۵ اکتبر ۱۸۱۱) نقاش، و سیاستمدار اهل پادشاهی متحد بریتانیای کبیر و ایرلند بود.